# Pörtschach am Berg
Pörtschach am Berg ist ein Ort in Kärnten. Durch den Ort verläuft die Grenze zwischen den Katastralgemeinden Galling und Kading, die gleichzeitig die Grenze zwischen den politischen Gemeinden Sankt Veit an der Glan und Maria Saal sowie zwischen den Bezirken Sankt Veit an der Glan und Klagenfurt-Land ist. Dadurch zerfällt der Ort in zwei Ortschaften: die Ortschaft Pörtschach am Berg in der Gemeinde Sankt Veit an der Glan im Bezirk Sankt Veit an der Glan hat 28 Einwohner (Stand 1. Jänner 2024), die Ortschaft Pörtschach am Berg in der Gemeinde Maria Saal im Bezirk Klagenfurt-Land hat 50 Einwohner (Stand 1. Jänner 2024). Somit zählt der Ort insgesamt 78 Einwohner.

## Lage
Der Ort liegt in Mittelkärnten, im Glantaler Bergland, am Ostabhang des Ulrichsbergs, südwestlich von Tanzenberg und nördlich von Karnburg. Entlang des Pörtschacher Bachs verläuft eine Katastralgemeindegrenze durch den Ort: der nördliche Teil des Orts – links des Bachs – liegt auf dem Gebiet der Katastralgemeinde Galling, der südliche Teil mit der schon im 10. Jahrhundert erwähnten Kirche hl. Lambrecht – rechts des Bachs – auf dem Gebiet der Katastralgemeinde Kading.

## Bevölkerungsentwicklung des gesamten Orts
Für den Ort ermittelte man folgende Einwohnerzahlen:
- 1869: 19 Häuser, 123 Einwohner
- 1880: 19 Häuser, 120 Einwohner
- 1910: 18 Häuser, 111 Einwohner
- 1961: 20 Häuser, 90 Einwohner
- 2001: 30 Gebäude, 82 Einwohner, 29 Haushalte, 11 Arbeitsstätten, 9 land- und forstwirtschaftliche Betriebe
- 2011: 30 Gebäude, 76 Einwohner, 25 Haushalte, 4 Arbeitsstätten
- 2021: 34 Gebäude, 76 Einwohner, 33 Haushalte, 10 Arbeitsstätten

## Ortschaft Pörtschach am Berg (Gemeinde Sankt Veit an der Glan)

### Geschichte
In der Steuergemeinde Galling liegend, gehörte der nördliche Teil des Orts in der ersten Hälfte des 19. Jahrhunderts zum Steuerbezirk Karlsberg. Bei Bildung der Ortsgemeinden im Zuge der Reformen nach der Revolution 1848/49 kamen jener Teil des Orts an die Gemeinde Hörzendorf (die zunächst unter dem Namen Gemeinde Karlsberg geführt wurde) und somit zum Bezirk Sankt Veit an der Glan. 1972 kamen diese Häuser an die Gemeinde Sankt Veit an der Glan.

### Bevölkerungsentwicklung
Für die Ortschaft zählte man folgende Einwohnerzahlen:
- 1869: 8 Häuser, 55 Einwohner[4]
- 1880: 7 Häuser, 50  Einwohner[5]
- 1890: 7  Häuser, 33 Einwohner[6]
- 1900: 7  Häuser, 35 Einwohner[7]
- 1910: 7  Häuser, 42 Einwohner[8]
- 1923: 7 Häuser, 43 Einwohner[9]
- 1934: 34 Einwohner[10]
- 1961: 5  Häuser, 16 Einwohner[11]
- 2001: 10 Gebäude (davon 9 mit Hauptwohnsitz) mit 10 Wohnungen; 30 Einwohner und 0 Nebenwohnsitzfälle; 9 Haushalte; 0 Arbeitsstätten, 3 land- und forstwirtschaftliche Betriebe[12]
- 2011: 10 Gebäude, 22 Einwohner, 6 Haushalte, 1 Arbeitsstätte[13]
- 2021: 10 Gebäude, 27 Einwohner, 9 Haushalte, 3 Arbeitsstätten[14]

## Ortschaft Pörtschach am Berg (Gemeinde Maria Saal)

### Geschichte
In der Steuergemeinde Kading liegend, gehörte der südliche Teil des Orts in der ersten Hälfte des 19. Jahrhunderts zum Steuerbezirk Annabichl. Bei Bildung der Ortsgemeinden im Zuge der Reformen nach der Revolution 1848/49 kamen jener Teil des Orts an die Gemeinde Maria Saal und damit an den Bezirk Klagenfurt-Land.

### Bevölkerungsentwicklung
Für die Ortschaft zählte man folgende Einwohnerzahlen:
- 1869: 11 Häuser, 68 Einwohner[15]
- 1880: 12 Häuser, 70 Einwohner[16]
- 1910: 11 Häuser, 76 Einwohner[17]
- 1961: 15 Häuser, 74 Einwohner[18]
- 2001: 20 Gebäude (davon 16 mit Hauptwohnsitz) mit 22 Wohnungen; 52 Einwohner und 4 Nebenwohnsitzfälle; 20 Haushalte; 2 Arbeitsstätten, 6 land- und forstwirtschaftliche Betriebe[19]
- 2011: 20 Gebäude, 54 Einwohner, 19 Haushalte, 3 Arbeitsstätten[20]
- 2021: 24 Gebäude, 49 Einwohner, 24 Haushalte, 7 Arbeitsstätten[21]